# والتر غيلبرت (لاعب كرة قدم أمريكية)
والتر غيلبرت (بالإنجليزية: Walter Gilbert)‏ هو لاعب كرة قدم أمريكية أمريكي، ولد في 5 فبراير 1915 في فيرفيلد في الولايات المتحدة، وتوفي في 19 أغسطس 1979 في أوبورن في الولايات المتحدة.